# Nokia 6310i
Nokia 6310i este un telefon creat de Nokia.

## Design
Nokia 6310i este disponibil în 3 culori: Jet Black, Mistal Beige și Lightning Silver.

## Conectivitate
Are Bluetooth și port Infraroșu. Browser-ul WAP permite utilizatorului acces la pagini WML care oferă simplun informații simple. Accesul WAP se poate face prin tradiționala dial-up server (prin CSD sau HSCSD) sau prin intermediul de vitezei de acces mare GPRS. Alte caracteristici includ vCard, vCal și protocoale SyncML pentru transferul de date între telefoane și site-uri WAP, asigurând compatibilitate maximă.

## Caracteristici
- Tri-band GSM
- Predictiv T9 de introducere a textului
- Jocuri: Snake II, Space Impact, Bumper
- 35 de tonuri de apel încorporate din care 5 tonuri descărcate sau compuse
- Java
- GPRS, HSCSD, Bluetooth, Infraroșu
- WAP 1.2.1
- Profiluri personalizabile
- Ceas și alarmă, calendar, ToDo List
- Calculator, Convertor valutar
- Cronometru, Temporizator
- Comenzi vocale, înregistrare voce